# Ниязов, Чары Гельдиевич
Чары Гельдиевич Ниязов (туркм. Çary Geldiýewiç Nyýazow) — туркменский дипломат.

## Биография
Чары Ниязов родился в 1947 году в селе Яз-Депе Чарджоуского района Лебапского велаята Туркменской ССР. В 1970 году окончил Московский государственный университет геодезии и картографии, где учился на геодезическом факультете. 

### Карьера
- В 1974—1978 годах — старший преподаватель в Туркменском политехническом институте.
- В 1978—1982 годах — преподаватель в Национальной школе инженеров города Бамако (Мали).
- В 1982—1991 годах — преподаватель в Туркменском политехническом институте.
- В 1991—1994 годах — сотрудник Посольства СССР/России во Франции.
- С 14 марта 1994 по 17 января 1996 года — поверенный в делах Туркменистана во Франции.
- С 17 января 1996 по 14 января 2004 года — чрезвычайный и полномочный посол Туркменистана во Франции.
- С 14 января по 3 сентября 2004 года — первый заместитель министра иностранных дел Туркменистана[1].
- С 3 сентября 2004 по 10 апреля 2007 года — чрезвычайный и полномочный посол Туркменистана в Индии[2].
- С 10 апреля 2007 по 20 декабря 2018 года — чрезвычайный и полномочный посол Туркменистана во Франции[3][4].
- С 15 июля 2007 по 20 декабря 2018 года — постоянный представитель Туркменистана при Организации Объединённых Наций по вопросам образования, науки и культуры (ЮНЕСКО)[5].
- С 30 октября 2008 по 11 августа 2016 года — чрезвычайный и полномочный посол Туркменистана в Италии по совместительству[6].
- С 2019 года – доцент, старший преподаватель Кафедры международных отношений и дипломатии Института международных отношений МИД Туркменистана.

### Личная жизнь
Женат, имеет двоих детей. Помимо родного туркменского владеет русским, французским и английским языками.

## Награды
- Орден «Алтын Асыр» III степени (18 февраля 2009)
- Медаль «20 лет Независимости Туркменистана» (26 октября 2011)[7]
- Медаль «Махтумкули Фраги» (20 октября 2014)[8]
- Медаль «Независимый, Постоянно Нейтральный Туркменистан» (2 декабря 2015)[9]
- Медаль «25 лет Нейтралитета Туркменистана» (11 декабря 2020)[10]
- Медаль «30 лет Независимости Туркменистана» (25 сентября 2021)[11]
- Знак отличия «Искусный дипломат Туркменистана» (17 февраля 2023) — учитывая большие достижения в укреплении государственной независимости и нейтралитета Туркменистана, реализации внешнеполитического курса, развитии политических, культурно-гуманитарных и иных связей страны, защите государственных интересов Туркменистана, подготовке молодых специалистов, добросовестный и образцовый многолетний труд на дипломатической службе, а также по случаю Дня дипломатических работников Туркменистана[12]